# Валіуллін Марат Фарітович
Марат Фарітович Валіуллін (рос. Марат Фаритович Валиуллин; 11 лютого 1984, м. Казань, СРСР) — російський хокеїст, нападник. Виступає за «Аріада-Акпарс» (Волжськ) у Вищій хокейній лізі.
Вихованець хокейної школи «Ак Барс» (Казань). Виступав за: «Кристал» (Саратов), «Ак Барс» (Казань), «Нафтовик» (Альметьєвськ), «Спартак» (Москва), ЦСК ВВС (Самара), ХК «Дмитров», «Казцинк-Торпедо».
Досягнення
- Бронзовий призер чемпіонату Росії (2004).